# خافيير بيريز (لاعب كرة قدم)
خافيير بيريز (بالإسبانية: Javier Pérez)‏ هو لاعب كرة قدم إسباني، ولد في 29 مارس 1996 في بلنسية في إسبانيا. لعب مع نادي فالنسيا.

## وصلات خارجية
- خافيير بيريز على موقع الدوري الأمريكي (الإنجليزية)
- خافيير بيريز على موقع قاعدة بيانات كرة القدم.إي يو (الإنجليزية)